# Aidia congesta
Aidia congesta är en måreväxtart som först beskrevs av Rudolf Schlechter och Kurt Krause, och fick sitt nu gällande namn av Colin Ernest Ridsdale. Aidia congesta ingår i släktet Aidia och familjen måreväxter. Inga underarter finns listade i Catalogue of Life.